# Nikolaj Nikolaevič Luzin

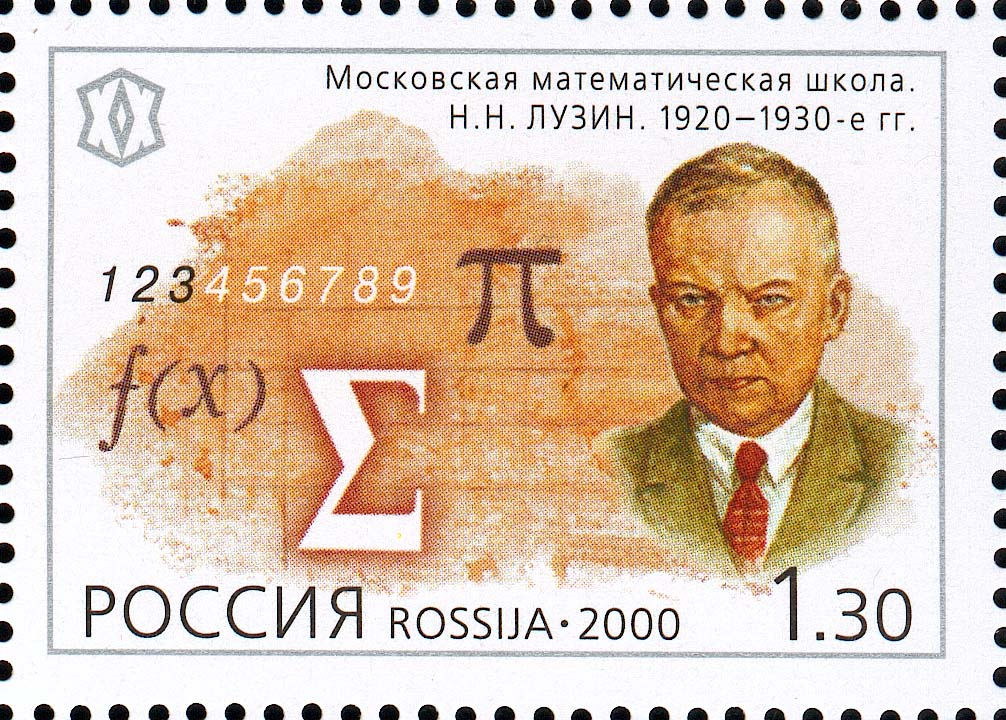
francobollo ritraente Luzin

Nikolaj Nikolaevič Luzin in russo Николай Николаевич Лузин? (Irkutsk, 9 dicembre 1883 – Mosca, 28 gennaio 1950) è stato un matematico russo, noto per i suoi lavori in teoria descrittiva degli insiemi e su aspetti di analisi matematica fortemente collegati alla topologia generale e, per i suoi studi su serie e funzioni trigonometriche, per la quale collaborò con la matematica russa Nina Bari.